# Science-Fiction-Jahr 1966
Übersicht

◄◄ | ◄ | 1962 | 1963 | 1964 | 1965 | Science-Fiction-Jahr 1966 | 1967 | 1968 | 1969 | 1970 | ► | ►►

Weitere Ereignisse